# Mulio
Mulio (lateinisch „Maultiertreiber“; Plural: muliones) war ein Dienstgrad in der römischen Legion.

## Aufgabe
Die Aufgabe des Mulio war es, für den Bau eines Tentoriums zu sorgen. Dies war ein Zelt, in dem acht Legionäre (ein Contubernium) schliefen und das bei Marschlagern verwendet wurde. Dieses Zelt wurde mit einem Maultier (mulus) transportiert, das der Mulio auch füttern und pflegen musste. 

## Ausbildung und Ausrüstung
Als Muliones wurden meist junge Männer in den Provinzen, nicht selten die unehelichen Söhne der Soldaten, rekrutiert. Sie hatten keinerlei Bewaffnung und trugen eine einfache Tunika. Weiters hatten sie eine Ledertasche umgegürtet, in der sie Werkzeuge für den Zeltaufbau trugen.
Die Muliones nahmen nicht aktiv an Kriegshandlungen teil und wohnten in Friedenszeiten in den Canabae.